# Hylomyscus pamfi
Hylomyscus pamfi és una espècie de mamífer rosegador de la família dels múrids que fou descrita a partir de dades moleculars i morfomètriques. Viu a Benín, el sud-oest de Nigèria i Togo. El seu parent més proper és H. simus, però presenten diferències significatives en les dimensions de les dents. La seva distribució no s'encavalca amb la de cap altra espècie de Hylomyscus.